# Ludwig Hoffmann-Rumerstein
Fra' Ludwig Hoffmann-Rumerstein (Innsbruck, 21 gennaio 1937 – Innsbruck, 13 dicembre 2022) è stato un nobile, religioso e avvocato austriaco.

## Biografia
Ludwig Hoffmann-Rumerstein nacque a Innsbruck il 21 gennaio 1937 e proveniva dall'antica famiglia austriaca degli Hoffmann von Rumerstein. Era il più giovane dei quattro figli nati dal matrimonio di Ernst Hoffmann von Rumerstein e Pia Hoffmann, nata Riccabona von Reichenfels. A seguito della legge sull'abolizione della nobiltà del 1919, la famiglia perse il diritto di utilizzare i propri titoli. Il suo nome di battesimo era Ludwig Franz Xaver Irenaeus Joseph Peter Raimund Maria Hoffmann-Rumerstein.
Dopo aver conseguito il diploma di scuola superiore nel 1957, studiò prima storia e archeologia ma poi passò ai corsi di giurisprudenza all'Università di Innsbruck. Ottenuta la laurea in diritto civile e canonico nel 1962, studiò filosofia presso la Pontificia Università Gregoriana a Roma. Nel 1963 completò il suo anno in tribunale e l'anno successivo entrò nello staff dello studio legale Glaser di Kitzbühel. Dopo il servizio militare, nel 1965, si trasferì presso lo studio legale del dott. Anton Bauer a Innsbruck. Nel 1982 divenne socio dello stesso che prese il nome di Hoffmann e Brandstätter KEG. Nel 2002 si ritirò dall'attività forense ma continuò a ricoprire diversi incarichi.
Nel 1968 fu cofondatore del Malteser Hilfsdienst del Tirolo. Nel 1970 entrò a far parte del Sovrano Militare Ordine di Malta. Nel 1984 emise i voti perpetui e divenne cavaliere professo, un religioso ai sensi del diritto canonico della Chiesa cattolica romana.
Nel 1984 e nel 1994 fu eletto membro del Sovrano Consiglio del Sovrano Militare Ordine di Malta. Nel 1971 e nel 1979 fu a capo del gruppo dei volontari aiutanti a Innsbruck e dal 1977 al 1979 fu comandante degli stessi. Dal 1979 al 1986 fece parte del consiglio di amministrazione del Malteser Hospitaldienst dell'Austria. Per quattro anni fu anche responsabile del pellegrinaggio a Lourdes organizzato da questa organizzazione. Nel 1996 collaborò, tra le altre cose, alla realizzazione di un ospedale per malati di AIDS nello Zululand, in Sudafrica, che nel 2002 fu ampliato con un orfanotrofio per bambini i cui genitori erano morti di AIDS.
Dal 1994 al 2004 fu Gran Commendatore del Sovrano Militare Ordine di Malta. Il 31 maggio del 2014 venne rieletto Gran Commendatore dal Capitolo Generale. Il 28 gennaio 2017, a norma della Carta Costituzionale, assunse l'ufficio di Luogotenente Interinale dell'Ordine al momento dell'accettazione delle dimissioni del Gran maestro, fra' Matthew Festing, da questi presentate a seguito di contrasti con la Santa Sede riguardo alla sospensione del Gran Cancelliere dell'Ordine, Albrecht von Boeselager. Rimase in carica fino al 29 aprile 2017, quando viene eletto Luogotenente di Gran Maestro fra' Giacomo Dalla Torre del Tempio di Sanguinetto. Il 1º maggio 2019 il Capitolo Generale chiamò a succedergli fra' Ruy Gonçalo do Valle Peixoto de Villas Boas.
Nel 2007 papa Benedetto XVI gli concesse il tiolo onorifico di gentiluomo di sua santità.
Morì a Innsbruck il 13 dicembre 2022 all'età di 85 anni.

## Fonti
- Sito Ufficiale del Sacro Militare Ordine Costantiniano di San Giorgio